# 成田湯川站
成田湯川站（日语：／ Narita-yukawa eki */?）是位於日本千葉縣成田市松崎，屬於京成電鐵成田機場線（成田Sky Access）的鐵路車站。車站編號是KS43。

## 概要
車站興建在成田市西部的成田新市鎮北端。以前有千葉交通成田營業所湯川車庫。過去末班車在晚上十點時段，2017年10月改點時將上行末班車延後至晚上11點時段。2012年8月1日至31日曾在早晨、深夜開設臨時列車。
東日本旅客鐵道（JR東日本）的成田線（我孫子支線）從車站東側通過，但未設站。該線最近的車站是西北方約1.5公里的下總松崎站。
本站採上下分離管理模式，車站、路軌等由成田高速鐵道Access公司建設及擁有，而京成電鐵負責運行及管理。列車運行方面，現階段只有機場接駁的Access特急（不需特急料金）列車停站，北總線列車皆以印旛日本醫大站為終點站。
由於該站與成田線交匯，成田線（我孫子－成田段）活性化推進協議會等居民組織曾爭取JR東日本增設新站，但JR東日本沒有增設新站的計畫。

## 歷史
- 2010年7月17日 - 開業

## 站名由來
規畫時的臨時站名為「成田新市鎮北站」。
在針對成田市內居民與工作、就學者進行調查後，選擇以當地熟悉的「湯川」冠上知名度高的「成田」，命名為「成田湯川」。

## 車站結構

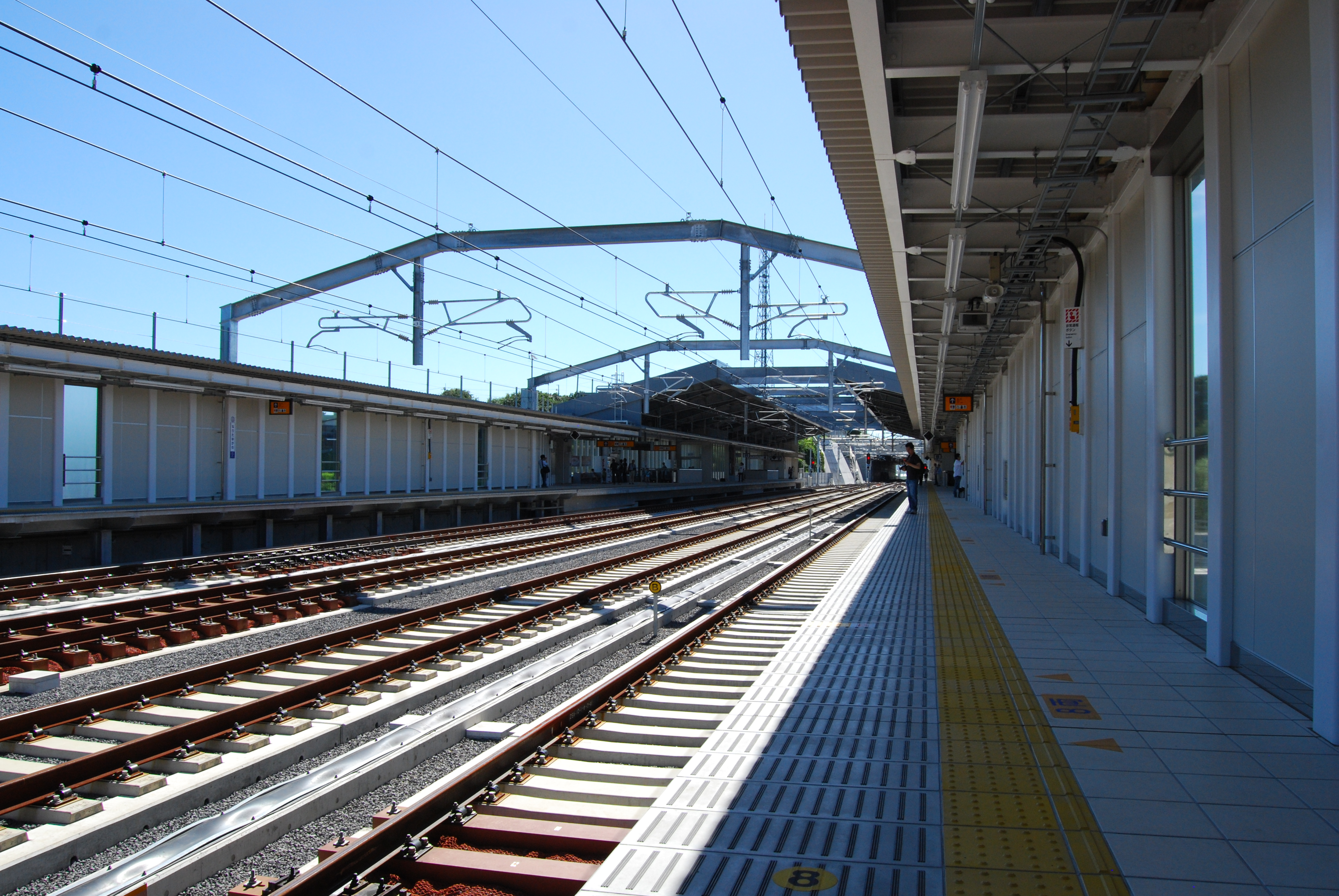
月台（2010年7月18日）

該高架車站有兩個側式月台及兩條通過線。站內設有6台扶手電梯及3部升降機。
車站東側部分是單線路段，合流部分設有日本最大的38號路軌轉轍器。印旛日本醫大側有橫渡線。
大廳有花窗玻璃作為裝飾。

### 月台配置
| 月台 | 路線             | 方向 | 目的地                                                   |
| ---- | ---------------- | ---- | -------------------------------------------------------- |
| 1    | 成田Sky Access線 | 上行 | 印旛日本醫大、日暮里、上野、押上、 淺草線、 京急本線方向 |
| 2    | 成田Sky Access線 | 下行 | 機場第2大樓、成田機場方向                                |

## 使用情況
2017年度1日平均上下車人次為1,431人，京成線內全部69個車站當中排行第67位。
開業以後1日平均上下車、上車人次的推移如下表。
| 年度               | 1日平均 上下車人次 | 1日平均 上車人次 | 備註    |
| ------------------ | ------------------ | ---------------- | ------- |
| 2010年（平成22年） | 878                | 461              | [ * 1 ] |
| 2011年（平成23年） | 1,054              | 547              | [ * 2 ] |
| 2012年（平成24年） | 1,178              | 615              | [ * 3 ] |
| 2013年（平成25年） | 1,284              | 669              | [ * 4 ] |
| 2014年（平成26年） | 1,321              | 684              | [ * 5 ] |
| 2015年（平成27年） | 1,383              | 714              | [ * 6 ] |
| 2016年（平成28年） | 1,409              | 726              | [ * 7 ] |
| 2017年（平成29年） | 1,431              |                  |         |

## 車站周邊
- 成田新市鎮（日语：成田ニュータウン）
- 千葉縣立成田北高等學校（日语：千葉県立成田北高等学校）
- 成田市學校給食中心玉造分所
- 成田玉造郵便局
- 松崎郵便局

- 玉造購物中心
- 【未來】北千葉道路（日语：北千葉道路）成田湯川匝道

### 路線巴士
站前廣場有成田湯川站巴士站。
- 1號乘車處
  - 經吾妻購物中心往JR成田站西口
- 2號乘車處
  - 經中台中學校往JR成田站西口
  - 經玉造中學校往JR成田站西口
- 3號乘車處
  - 往京成成田站、日吉台車庫
  - 往公津之杜站

## 相鄰車站
京成電鐵
 成田Sky Access線（成田機場線）
■Access特急
印旛日本醫大（HS14）－成田湯川（KS43）－（新根古屋信號場）－機場第2候機樓（KS41）

## 統計資料
千葉縣統計年鑑
1. ↑  .   [2018-11-04]. （原始内容存档于2017-08-30）.
2. ↑  .   [2018-11-04]. （原始内容存档于2017-08-30）.
3. ↑  .   [2018-11-04]. （原始内容存档于2017-08-30）.
4. ↑  .   [2018-11-04]. （原始内容存档于2017-08-11）.
5. ↑  .   [2018-11-04]. （原始内容存档于2017-08-11）.
6. ↑  .   [2018-11-04]. （原始内容存档于2017-08-11）.
7. ↑  .   [2018-11-04]. （原始内容存档于2020-04-24）.

## 外部連結
- 成田湯川｜電車與車站資訊｜京成電鐵
- 成田湯川站PDF - 京成電鐵